# HMS Valiant (1914)
HMS Valiant là một thiết giáp hạm thuộc lớp Queen Elizabeth của Hải quân Hoàng gia Anh. Nó từng hoạt động trong cả Chiến tranh Thế giới thứ nhất lẫn thứ hai, từng có mặt trong trận Jutland, và hoạt động cho đến năm 1944 khi bị hư hại nặng vì ụ tàu sụp đổ.

## Thiết kế và chế tạo
Hợp đồng chế tạo Valiant được trao cho hãng Fairfield. Nó được đặt lườn tại xưởng tàu của Fairfield ở Govan vào ngày 31 tháng 1 năm 1913, tại ụ tàu nơi mà chiếc tàu chiến-tuần dương HMS Indomitable từng được chế tạo. Turbine của nó được Fairfields chế tạo, trong khi vỏ giáp do William Beardmore cung cấp.Valiant được hạ thủy vào ngày 4 tháng 11 năm 1914 và hoàn tất vào tháng 2 năm 1916. Trong việc chế tạo Valiant theo hợp đồng với Bộ Hải quân, Fairfields bị lỗ mất 78.836 bảng Anh.

## Lịch sử hoạt động

### Chiến tranh Thế giới thứ nhất
Sau khi hoàn tất vào ngày 19 tháng 2 năm 1916 và dưới quyền chỉ huy của Thuyền trưởng Maurice Woollcombe, Valiant gia nhập Hải đội Thiết giáp hạm 5 vừa mới được thành lập thuộc Hạm đội Grand Anh Quốc. Trong trận Jutland, nó đã bắn 288 quả đạn pháo (15 inch) vào Hạm đội Biển khơi Đức Quốc. Nó không bị hư hại và chỉ có một người bị thương, cho dù các con tàu chị em cùng lớp với nó bị hư hại nặng, ngoại trừ chiếc HMS Queen Elizabeth không tham gia trận này. Một trong số các khẩu pháo 15 inch từng hiện diện trên chiếc Valiant trong trận Jutland sau đó được tháo dỡ và trở thành một trong ba khẩu pháo phòng thủ duyên hải của Khẩu đội Johore tại Singapore. Tuy nhiên, vào ngày 24 tháng 8 năm đó, nó va chạm với chiếc thiết giáp hạm chị em HMS Warspite và phải sửa chữa cho đến ngày 18 tháng 9.

### Giữa hai cuộc thế chiến
Trong giai đoạn 1929-1930, Valiant trải qua một đợt tái thiết kế rộng rãi. Đai giáp chống tàu ngầm được bổ sung, nâng chiều rộng mạn thuyền lên 31,7 m. Hai ống khói được sáp nhập lại, và một khẩu đội 2 pounder tám nòng được trang bị. Hai trong số các ống phóng ngư lôi được tháo bỏ, và bệ máy bay được thay thế bằng một máy phóng duy nhất. Các cải biến này đã làm tăng lượng rẽ nước của con tàu lên 35.970 tấn.
Đến năm 1936, một khẩu đội 2 pounder tám nòng được bổ sung. Từ tháng 3 năm 1937 đến tháng 11 năm 1939, Valiant trải qua đợt cải biến lớn lần thứ hai tại Devonport. Hệ thống động lực của nó được thay đổi sang tám nồi hơi Admiralty và bốn turbine hơi nước Parsons với tổng công suất 80.000 mã lực. Trữ lượng nhiên liệu mang theo là 3.393 tấn dầu đốt, và tốc độ tối đa của nó bị giảm còn (23,5 knot), cho dù công suất động cơ đã được nâng lên, vì sự gia tăng trọng lượng rẽ nước và lực cản. Lớp vỏ giáp sàn tàu được tăng lên 127 mm (5 inch) bên trên các hầm đạn, 62 mm (2,5 inch) bên trên phòng động cơ, trong khi các khẩu pháo mới 114 mm (4,5 in) có lớp giáp dày từ 25 mm đến 50 mm (1-2 inch). Dàn hỏa lực hạng hai được thay đổi thành 20 khẩu pháo 114 mm (4,5 in) Mk.I đa dụng bố trí thành 10 tháp pháo đôi và bốn khẩu đội phòng không 2 pounder "pom pom" tám nòng. Các thiết bị kiểm soát hỏa lực cũng được hiện đại hóa, bao gồm hệ thống kiểm soát hỏa lực phòng không HACS Mk IV và hệ thống Admiralty Fire Control Table Mk VII kiểm soát hỏa lực mặt biển của dàn pháo chính. Các cải biến này đã làm cho tầm nước con tàu tăng lên đến 10 m và lượng rẽ nước tối đa lên 36.513 tấn.

### Trong chiến tranh Thế giới thứ hai

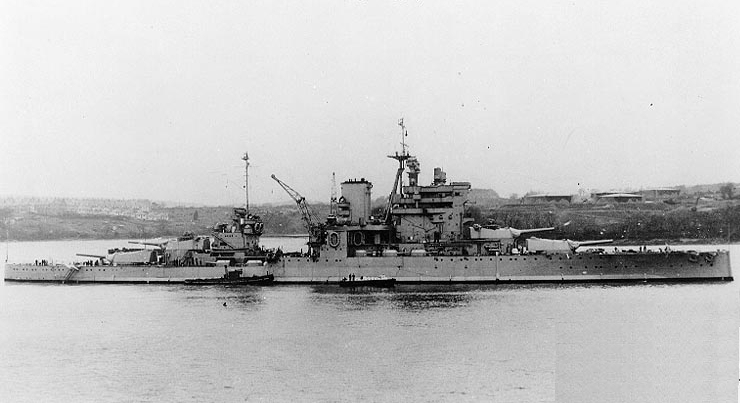
HMS Valiant vào năm 1939.

Ngày 21 tháng 4 năm 1941, dưới quyền chỉ huy của Đô đốc Andrew Cunningham, Valiant cùng với các thiết giáp hạm chị em Warspite và Barham, tàu tuần dương Gloucester cùng nhiều tàu khu trục đã tấn công cảng Tripoli. Nó là một trong số ba tàu chiến chủ lực tham gia vào việc Phá hủy Hạm đội Pháp tại Mers-el-Kebir, từng hoạt động trong trận chiến mũi Matapan; sau đó nó tham gia các hoạt động trong trận Crete, và bị đánh trúng hai quả bom.
Cùng với con tàu chị em Queen Elizabeth, Valiant bị hư hại nặng trong cuộc tấn công vào ngày 19 tháng 12 năm 1941 bởi người nhái Ý tại cảng Alexandria. Durand de la Penne là người nhái Italy đã cài mìn từ trường trên chiếc Valiant. Bị bắt cùng với các người nhái khác, Durand đã không thông báo cho thuyền trưởng con tàu về những quả mìn cho đến chỉ còn vài phút trước khi nổ, chỉ đủ cho người Anh kịp di tản. Vì một trong các quả mìn bị rơi ra trước khi phát nổ, tình trạng của nó không nghiêm trọng như của chiếc Queen Elizabeth: các sàn tàu vẫn ở trên mặt nước, và đáy tàu vẫn chưa chạm đáy cảng. Mặc dù gần như bị bất động, nó vẫn có khả năng gây ấn tượng là hoàn toàn sẵn sàng chiến đấu, một sự quanh co lẩn tránh được Hải quân Hoàng gia khai thác khi cho phép những ảnh chụp con tàu hầu như không hư hại xuất hiện trên báo chí Anh. Nó được sửa chữa tại Durban thuộc Nam Phi, rôi sau đó quay lại Địa Trung Hải hỗ trợ cho cuộc đổ bộ lên Sicilia trong Chiến dịch Husky và Salerno Chiến dịch Avalanche vào năm 1943.
Valiant được gửi đến Viễn Đông vào năm 1944 trong thành phần của Hạm đội Viễn Đông, tham gia vào các cuộc bắn phá xuống các căn cứ của lực lượng Nhật Bản tại Indonesia. Vào ngày 8 tháng 8 năm 1944, trong khi đang ở trong ụ nổi tại Trincomalee thuộc Ceylon để bảo trì, Valiant bị hư hại nghiêm trọng khi ụ tàu bị đổ sụp. Hai trục chân vịt phía trong cùng một trong các bánh lái của nó bị kẹt. Ụ nổi và con tàu nó giữ bên trong được nâng lên nhờ tăng độ nổi bằng cách bơm nước biển ra khỏi các phao dằn. Trong trường hợp của Valiant, trình tự bơm nước ra không phù hợp với sự phân bố trọng lượng của con tàu vốn lại đang chất đầy đạn dược. Kết quả là ụ tàu bị dồn ép quá tải ở hai đầu, vỡ ra và chìm xuống biển. Mặc dù bị hư hại, Valiant vẫn nổi được, tránh được tai họa hư hại nặng hay bị chìm. Sau sự cố, viên sĩ quan kỹ sư hải quân chịu trách nhiệm đã bị truy tố ra tòa án binh.
Người ta quyết định cho chuyển Valiant đến Alexandria, nơi có những ụ nổi thích hợp dành cho nó. Tuy nhiên vào lúc này con tàu không thể di chuyển trên một đường thẳng và không thể đi nhanh hơn tốc độ (8 knot). Nó cố gắng đi đến được vịnh Suez, nhưng không thể đi qua kênh đào trong tình trạng như vậy. Trung tá Hải quân Peter Keeble, một thợ lặn có kinh nghiệm và là một chuyên gia trục vớt đã đích thân giám sát việc tháo bỏ hai trục chân vịt phía trong. Keeble đã có được những mỏ hàn dưới nước hoàn hảo sẵn có nhờ kết hợp công nghệ của Anh và Italy, cho phép cắt rời được trục chân vịt dày. Các giá đỡ chữ A giữ trục và chân vịt cũng được cắt, thả cho trục và chân vịt rơi xuống đáy biển. Chiếc thiết giáp hạm quay về Anh Quốc và được cho ngừng hoạt động vào tháng 7 năm 1945.

### Sau chiến tranh
Valiant trở thành tàu huấn luyện cho Trường Kỹ thuật Hải quân HMS Imperieuse tại Căn cứ Devonport cho đến hết quãng đời phục vụ còn lại. Nó bị bán để tháo dỡ vào ngày 19 tháng 3 năm 1948. Nó rời Devonport để di chuyển đến nơi tháo dỡ của Arnott Young tại Cairnryan vào ngày 11 tháng 8 cùng năm.